# 거창중앙고등학교
거창중앙고등학교(居昌中央高等學校)는 대한민국 경상남도 거창군 거창읍 가지리에 있는 사립 고등학교이다.

## 학교 연혁
- 1953년 5월 29일 : 학교법인 거창대성고등학회 설립 인가
- 1954년 2월 27일 : 거창대성상업고등학교 설립인가(6학급)
- 1954년 4월 15일 : 개교식 거행 및 초대 표현태 교장 취임
- 1955년 8월 9일 : 학칙 변경 (교명 거창상업고등학교로 변경)
- 1980년 7월 2일 : 표민수 이사장 취임
- 1983년 11월 14일 : 24학급으로 학칙변경 (상과 4, 회계과 2, 무역과 1, 정보처리과 1)
- 1999년 7월 12일 : 거창중앙고등학교로 교명 변경인가
- 2003년 7월 15일 : 과별 학칙 변경인가(인문고로 전환)
- 2021년 3월 1일 : 공간혁신사업(진로진학정보센터 개관)
- 2022년 9월 1일 : 표소희 이사장 취임
- 2024년 2월 7일 : 제68회 졸업식(16,091명)
- 2024년 3월 1일 : 제11대 한성환 교장 취임

## 참고 자료
- 거창중앙고등학교 - 한국교육학술정보원 학교알리미